# Pycreus apiculatus
Pycreus apiculatus är en halvgräsart som beskrevs av Ethirajalu Govindarajalu. Pycreus apiculatus ingår i släktet Pycreus och familjen halvgräs. Inga underarter finns listade i Catalogue of Life.